# 레비야 카디르
레비야 카디르(위구르어: رابىيە قادىر 라비예 카디르, 중국어 간체자: 热比娅·卡德尔, 정체자: 熱比婭·卡德爾, 병음: Rèbǐyǎ Kǎdé'ěr 러비야카더얼[*], 1947년 1월 21일 ~ )는 위구르족 출신의 중국 여성 사업가이자 중국 서북부의 신장 위구르 분리 독립운동가로 위구르인의 어머니로 불린다.

## 성장
그녀는 가난한 환경에서 태어났지만 세탁업으로 사업을 시작하여 나중에는 백화점과 무역회사를 경영하는 등 사업가로서 성공을 거두었다.

## 생애
카디르는 여섯 아이를 낳고 남편으로부터 구타당하다가 스물 여덟의 나이에 이혼했다. 이후 세탁업으로 사업을 시작하여 중국에서 일곱 번째 부자가 되었다.
1999년 위구르 독립운동을 하고 있던 남편 시딕 로지에게 신문 기사를 수집해서 보내다 국가 기밀 누설죄의 혐의로 중국 정부에 의하여 체포되어 재판 후 투옥되었다. 당시 카디르는 1999년 8월 신장 위구르 지역의 상황을 조사하고 있던 미국 의회 연구 서비스 대표단을 만나러 가는 중에 체포되었으며 10명의 분리 독립 운동가들의 명단을 가지고 있었다는 혐의를 받았다.
2005년 3월 14일 미국의 국무부 장관 콘돌리자 라이스의 방문을 앞두고 신병 치료를 위한 명목으로 가석방되었다. 3월 17일 미국으로 망명하여 가족과 재회하였다. 카디르의 세 아들은 중국에서 종교활동으로 인하여 징역과 벌금을 선고 받았으며, 그 중 두 사람은 당국으로부터 구타와 고문을 당했던 것으로 알려져 있다.
2006년에 노벨 평화상 후보로 지명되었으며, 2006년 11월 24~27일에 열린 제2차 세계 위구르인 의회에서 의장으로 선출되었다. 그녀는 튀르키스탄 이슬람당(전 이름 동튀르키스탄 이슬람 운동)의 존재를 부정하였으며, 모든 위구르 단체들은 평화적으로 투쟁을 해나가야 한다고 말하였다.